# Critérium National de la Route 1962
Il Critérium National de la Route 1962, trentunesima edizione della corsa, si svolse il 25 marzo su un percorso di 250 km, con partenza e arrivo a Montlhéry. Fu vinto dal francese Joseph Groussard della Pelforth-Sauvage-Lejeune davanti ai suoi connazionali Jean-Claude Annaert e Anatole Novak.

## Ordine d'arrivo (Top 10)
| Pos. | Corridore            | Squadra                           | Tempo    |
| ---- | -------------------- | --------------------------------- | -------- |
| 1    | Joseph Groussard     | Pelforth-Sauvage-Lejeune          | 6h07'32" |
| 2    | Jean-Claude Annaert  | Saint-Raphaël                     | s.t.     |
| 3    | Anatole Novak        | Gitane-Leroux-Dunlop-R. Geminiani | s.t.     |
| 4    | Jean Gainche         | Mercier-BP-Hutchinson             | s.t.     |
| 5    | Raymond Elena        | Margnat-Paloma-D Alessandro       | s.t.     |
| 6    | Jean Milesi          | Liberia-Grammont-Wolber           | s.t.     |
| 7    | Jean-Claude Lefèbvre | Pelforth-Sauvage-Lejeune          | s.t.     |
| 8    | Joseph Thomin        | Margnat-Paloma-D Alessandro       | a 6"     |
| 9    | Robert Ducard        | Margnat-Paloma-D Alessandro       | s.t.     |
| 10   | Jean Graczyk         | Saint-Raphaël                     | s.t.     |